# Pequizeiro
Pequizeiro est une municipalité brésilienne située dans l'État du Tocantins.